# バラフエダイ
バラフエダイ（薔薇笛鯛、学名 Lutjanus bohar）は、スズキ目・フエダイ科に分類される魚の一種。インド太平洋の熱帯海域に分布する大型のフエダイである。別名アカドクタルミ。アカナーとも呼ばれる。

## 概要
食用に漁獲されるが、シガテラ（成分名シガトキシン）中毒についての注意がよく呼びかけられる魚でもある。成魚は全長1mに達し、フエダイ科の中でも大型種である。口は前に突き出し体高が高いが、他のフエダイ属魚類に比べて体はあまり側扁しない。目の前に水平に溝が走り、前後の鼻孔がこの溝の中にある点で他種と区別できる。
成魚の体色は紫褐色で、各鰭も赤みを帯びる。また、若魚は胴の後方と背鰭後端の付け根に二つの白い点があり、尾鰭の上下が太い黒帯で縁取られる。和名は赤い体色をバラに見立てている。一方、英名"Two-spot red snapper"は胴の二つの白点に由来する。
アフリカ東岸から南日本、中部太平洋のマルキーズ諸島、オーストラリア北岸まで、インド太平洋の熱帯海域に広く分布する。日本では九州南部から南西諸島にかけて分布する。
沿岸の岩礁・サンゴ礁域に生息し、礁湖や外礁域を遊泳する。群れをなすこともあるがたいていは単独で行動する。食性は肉食性で、小魚・甲殻類・頭足類など小動物を幅広く捕食する。
釣り・刺し網・定置網などの沿岸漁業で漁獲され食用にされる。ただし、個体によってはシガテラ中毒を起こすことがあるため注意を要する（札幌市中央卸売市場などでは販売自粛）。分布域に入る南西諸島では、シガテラ中毒を起こす魚の一つとして本種への注意が呼びかけられている。